# Steffi Kindt
Steffi Kindt (ur. 7 marca 1973) – niemiecka biathlonistka, srebrna i brązowa medalistka mistrzostw Europy, oba medale zdobyła w sztafecie.

## Osiągnięcia

### Mistrzostwa Świata
| Rok  | Miejsce | IN | SP | PU | MS | RL | BD |
| 1997 | Osrblie |    |    |    |    |    | 13 |

IN – bieg indywidualny, SP – sprint, PU – bieg pościgowy, MS – bieg ze startu wspólnego, RL – sztafeta, BD – bieg drużynowy

### Puchar Świata
| Sezon     | Miejsce |
| --------- | ------- |
| 1995/1996 | 41.     |
| 1997/1998 | 47.     |